# Juan Machín de Arteaga
Juan Machín de Arteaga, geralmente denominado como Machim, e em algumas fontes posteriores como Roberto Machim, foi um aventureiro biscainho de finais do século XIV e inícios do XV, colonizador das Ilhas Canárias e, eventualmente, da ilha da Madeira, onde terá dado origem ao topónimo Machico e estará na origem da  lenda de Machim, um dos mitos fundadores do povo madeirense. Participou do reconhecimento e povoamento das ilhas de Gomera e El Hierro, estabelecendo-se nesta última, onde morreu no terceiro quartel do século XV, deixando larga descendência.

## Biografia

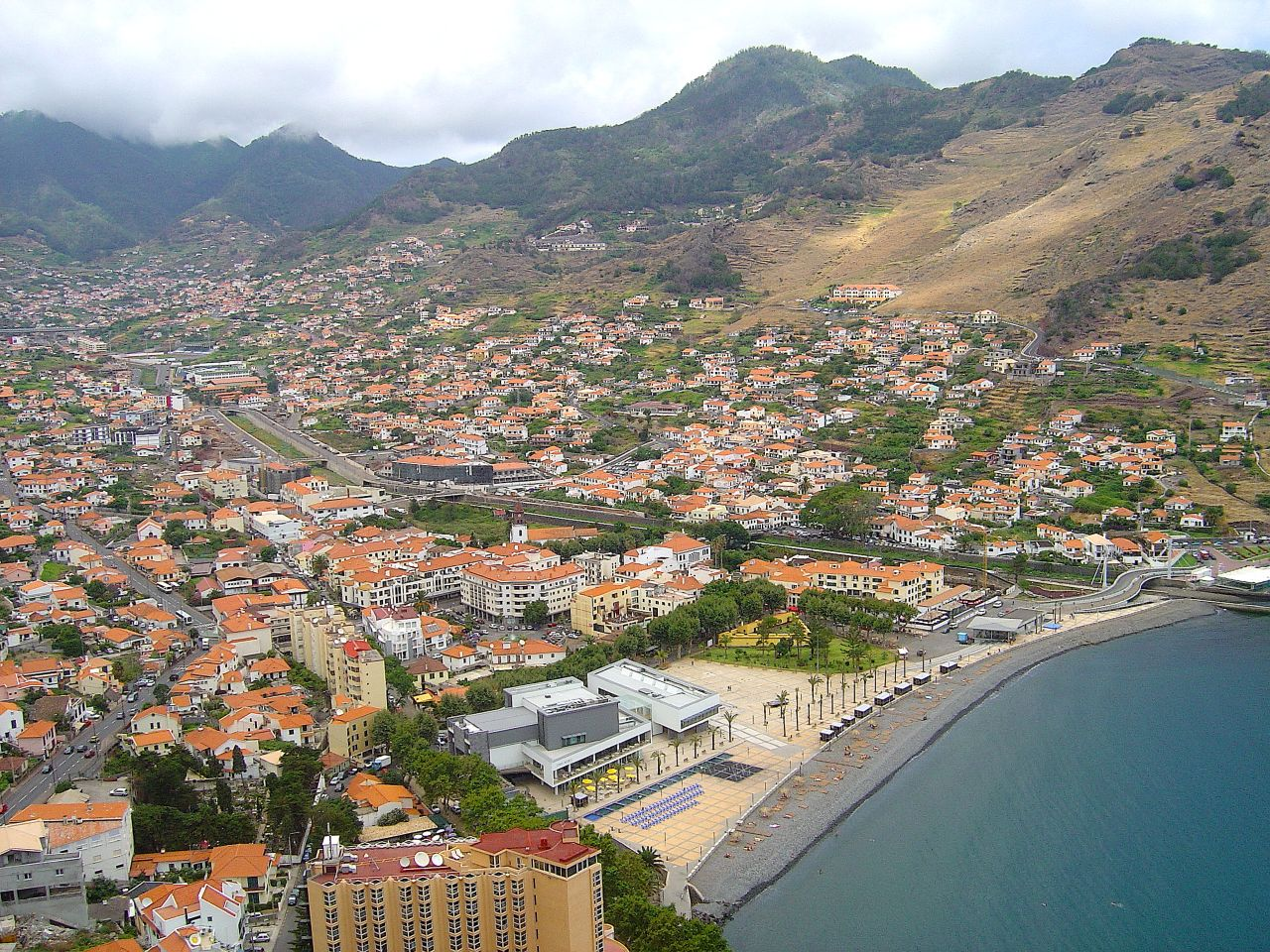
Vista de Machico, onde Machim terá desembarcado e estabelecido um assentamento rudimentar na década de 1410.

Juan Machín de Arteaga era natural da Biscaia, donde partiu como aventureiro e marinheiro. As referências ao primeiro período da sua vida provêm do episódio de Machim, relatado por Valentim Fernandes. Terá chegado à Madeira na década de 1410, onde terá se estabelecido, com um pequeno grupo, na zona atualmente conhecida como Machico, topónimo a que terá dado origem, e onde terá protagonizado o episódio que está na origem da lenda de Machim. Capturado pelos mouros e feito cativo, terá conhecido João Gonçalves Zarco aquando ou após a conquista de Ceuta, do decurso da qual este último foi armado cavaleiro, transmitindo-lhe a informação da localização do arquipélago da Madeira, ao qual este efetivamente procedeu ao reconhecimento a partir de 1419, tendo dado início ao seu povoamento cerca de 1425.
Entre 1445 e 1450, colaborou com Fernão Peraza "o Velho" no reconhecimento e repovoamento castelhano das ilhas de Gomera e El Hierro, então ainda insubmissas a Castela, estabelecendo-se nesta última, onde morreu no terceiro quartel do século XV, deixando larga descendência.
Segundo Gaspar Frutuoso, nas suas Saudades da Terra, num dia de 1447, o biscainho Juan Machim, com duas naus, abordou casualmente a ilha de El Hierro, tomando cativa Nisa, filha do rei Ossinisso, no momento em que os indígenas procediam a um ato ritual aos seus deuses. Segundo Frutuoso, nem os indígenas, nem a princesa bimbache, fizeram menção de fugir aquando da chegada de Machim durante a festa ritual, persuadidos da bondade dos estrangeiros que viriam à ilha, profetizada pelo próprio rei. Porém, ao verem um dos soldados de Machín esbofetear a princesa cativa, irritado por esta não parar de chorar, tomam-nos por seres malignos e os atacam, tendo Machim e os seus que fugir perseguidos pelos indígenas, levando cativa a filha de Ossinisso, fugindo nas naus sem poder roubar gado nem frutos, como pretendiam.
Machim viria a casar com Nisa, sendo pais de Lúcia Machín.

## Identificação
As fontes mais antigas, como o manuscrito de Valentim Fernandes, referem este personagem apenas como Machin ou Machim.
É também possivelmente identificado com o corsário Machim de Trapana, citado por Diogo Gomes no manuscrito de Valentim Fernandes como autor de uma abordagem a caravelas portuguesas frente ao cabo Espichel. Este personagem será o mesmo também designado por il Macino nas versões italianas, um aventureiro referido nos escritos de  Giulio Landi, que teria encontrado a ilha da Madeira e voltado para tentar nela se fixar.

## Lenda de Machim
Compelido a casar com alguém que não amava, terá fugido de Inglaterra, embarcando em Bristol com a sua amada Ana de Harfet e um amigo de nome Jorge. Quando pretendiam chegar a França, uma tempestade desviou-os para o Oceano e acabaram por ir parar à ilha da Madeira, onde morreram. Não existem quaisquer provas documentais destes eventos e circulam diversas versões da Lenda de Machim, a qual acabou por se transformar num dos mitos fundadores do povo madeirense.
A versão mais comum e consistente conta que Robert Machin (fl. meados do século XIV) era um aventureiro inglês, cavaleiro membro da baixa aristocracia, que tinha comerciado no Mediterrâneo. Apaixonou-se por uma dama de nome Anne d'Arfet (ou Dorset, Darbey ou Hertfor, já que o apelido varia entre versões) cujo estatuto social mais elevado impedia o casamento. O par resolveu fugir pelo porto de Bristol em direcção à França, ao tempo território inimigo pois decorria um dos períodos bélicos da Guerra dos Cem Anos.
Contudo, ventos contrários desviaram a embarcação em que seguiam do seu rumo e depois de 13 dias de navegação encontraram terra, desembarcando na ilha da Madeira, que ao tempo estaria desabitada. Exausta, Anne faleceu pouco depois, e depois de sepultar, marcando o local com uma cruz, Robert teve a mesma sorte poucos dias depois.
Os membros da tripulação resolvem então fazer-se ao mar, acabando por atingir a costa do Norte de África, onde foram capturados pelos Mouros. Um dos prisioneiros, de apelido Morales e oriundo de Sevilha, foi resgatado e conseguiu atingir o Reino de Castela. A história teria chegado aos ouvidos do Infante D. Henrique que teria enviado um grupo de embarcações a reconhecer a ilha.
Esta versão da história teria supostamente sido escrita por um membro da casa do Infante D. Henrique e estaria na origem das múltiplas versões aparecidas ao longo dos séculos seguintes. Conhece-se registo escrito desta história pelo menos desde 1579. Outra tradição, provavelmente mais antiga, já que se conhece desde 1507, dá Machin como sobrevivendo a aventura, afirmando que depois de construir uma pequena capela no local de enterramento da amada, terá prosseguido viagem e conseguido chegar a Castela.